# Toni Kroos
Toni Kroos (Greifswald, 4 januari 1990) is een voormalig Duits profvoetballer die doorgaans als centrale middenvelder speelde. Hij kwam in het grootste deel van zijn carrière uit voor Real Madrid, maar speelde ook voor Bayern München en Bayer Leverkusen.
Hij tekende in juli 2014 bij Real Madrid, dat circa 25 miljoen euro voor zijn diensten betaalde aan Bayern München. Kroos debuteerde in 2010 in het Duits voetbalelftal, waarvoor hij 114 interlands speelde en het WK 2014 won. Kroos won onder anderen zesmaal de UEFA Champions League (eenmaal met Bayern München en vijfmaal met Real Madrid) en werd eenmaal wereldkampioen met het Duits voetbalelftal. Kroos is met zes FIFA Club World Cup-titels recordhouder; hij won deze titels eenmaal met Bayern München en vijfmaal met Real Madrid.

## Clubcarrière

### Bayern München
Kroos speelde in de jeugdopleiding van de lokale amateurclub Greifswalder SC en verkaste later naar de opleiding van Hansa Rostock. In 2006 maakte hij de overstap naar FC Bayern München. Aan het begin van het seizoen 2007/08 werd de destijds zeventienjarige Kroos opgenomen in de hoofdmacht van Bayern. Hij debuteerde op 26 september 2007, tijdens een overwinning met 5–0 op Energie Cottbus. Tijdens dit duel gaf hij twee assists op goals van Miroslav Klose tijdens de achttien minuten dat hij meespeelde. Hij werd met zeventien jaar, acht maanden en twee dagen oud de jongste debutant in de clubgeschiedenis, tot dat record gebroken werd door David Alaba in 2010.
Op 25 oktober was Kroos een van de bepalende spelers tijdens de overwinning op Rode Ster Belgrado in de UEFA Cup. Hij viel in tijdens een achterstand van 2–1 en door een assist en een goal van hem won Bayern alsnog met 2–3. Na de wedstrijd in Servië was coach Ottmar Hitzfeld zeer lovend over Kroos: "Hij is een gedreven speler met een fantastisch inzicht. Hij neemt op het veld altijd de juiste beslissing en je hoeft hem niet te vertellen wat hij moet doen." Zijn eerste seizoen in het eerste elftal leverde twintig wedstrijden op, waaronder zes wedstrijden als basisspeler. Ook speelde hij nog wat wedstrijden voor de beloften in de Regionalliga Süd. Het seizoen erna mocht Kroos starten in de openingswedstrijd tegen Hamburger SV (2–2). Tot aan de winterstop speelde hij zeven wedstrijden mee.

### Bayer Leverkusen
Op 31 januari 2009 besloot de clubleiding van Bayern om Kroos voor achttien maanden te verhuren aan Bayer 04 Leverkusen, waar hij meer ervaring op kon doen in het eerste elftal. Krap een maand later, op 28 februari, debuteerde de middenvelder pas, nadat hij hersteld was van een blessure, voor Leverkusen, toen hij tijdens een 1–0 nederlaag tegen Hannover 96 mocht invallen voor verdediger Manuel Friedrich.
Tijdens de bekerfinale van de DFB-Pokal mocht Kroos van coach Bruno Labbadia vijf minuten voor tijd invallen voor Arturo Vidal. Leverkusen verloor het duel met 0–1 door een doelpunt van Mesut Özil. Tijdens het halve jaar bij Leverkusen speelde hij in totaal dertien wedstrijden. Tijdens het seizoen 2009/10 was Kroos een vaste waarde in het team van Leverkusen en hij miste slechts één competitieduel.

### Terugkeer bij Bayern München
In de zomer van 2010 liep de huurverbintenis van Kroos bij Leverkusen af en keerde hij terug bij Bayern. In München hoopte hij meer aan speeltijd toe te komen dan hij voor zijn verhuur deed. Op 29 oktober scoorde hij zijn eerste competitiedoelpunt voor Bayern, toen met 4–2 werd gewonnen. Het seizoen werd afgesloten met 37 optredens in alle competities.
Tijdens het seizoen 2011/12 onder Jupp Heynckes, zijn ex-coach bij Leverkusen, werd Kroos een vaste basisspeler. Hij vormde een duo op het middenrif met zijn collega bij het nationale team, Bastian Schweinsteiger. Hij kwam tijdens 51 wedstrijden in actie dit seizoen, onder meer tijdens de finale van de UEFA Champions League tegen het Engelse Chelsea FC. Hij speelde de volledige honderdtwintig minuten mee in de finale die na strafschoppen gewonnen werd door Chelsea.
In het seizoen 2012/13 was Kroos een van de belangrijke spelers in het team van Heynckes. Als meest aanvallende pion op een middenveld met controleurs Schweinsteiger en Javier Martínez, scoorde hij viermaal in de eerste vijf duels van het seizoen. Zijn eerste goal in de Champions League maakte hij op 19 september 2012, tegen Valencia CF (2–1 winst). In de heenwedstrijd voor de kwartfinale van de Champions League, tegen Juventus FC, liep Kroos een zware blessure op. Door deze blessure miste hij de rest van het seizoen en dus ook de Champions Leaguefinale en de finale van de DFB-Pokal.
Voor het begin van het seizoen 2013/14 keerde Kroos terug in het team en op 4 oktober scoorde hij zijn eerste doelpunt na zijn blessure, tegen zijn oude club Bayer Leverkusen (1–1). Op 21 december won Bayern de finale van het wereldkampioenschap voetbal voor clubs tegen Raja Casablanca en Kroos begon in de basisopstelling.

### Real Madrid
Op 17 juli 2014 maakte Real Madrid CF bekend Kroos overgenomen te hebben van Bayern München. De Duitser tekende voor zes jaar bij de Madrileense club en kostte tussen 25 en 30 miljoen euro. Tijdens zijn presentatie bij Real sprak Kroos erg lovend over zijn nieuwe club: "Real Madrid is de grootste club ter wereld. Het is een stap hoger dan Bayern. Ik heb nog lang niet genoeg prijzen gewonnen. Mijn belangrijkste doel is nu om prijzen te winnen met Real." Na die uitspraak bleek dat het toch niet ging om hogerop te komen maar omdat hij geen beter contract kreeg bij Bayern. Hij bedankte Bayern echter wel voor de jaren die hij achter de rug had: "Ik wil ook graag mijn dank uitspreken aan Bayern voor het mij bieden van de mogelijkheid van club te wisselen."
Kroos debuteerde voor zijn nieuwe club op 12 augustus 2014, toen Real Madrid de UEFA Super Cup won door met 2–0 te winnen van Sevilla. De Duitser startte op het middenveld met Luka Modrić en James Rodríguez en hij speelde het gehele duel mee. Zijn eerste doelpunt maakte hij op 8 november 2014, toen met 5–1 werd gewonnen van Rayo Vallecano en Kroos de 3–1 scoorde na een assist gegeven te hebben bij de 1–0 van Gareth Bale. In zijn eerste seizoen bij Real Madrid kwam Kroos tot liefst 55 wedstrijden. Naast de Super Cup won hij ook het WK voor clubs, door Cruz Azul en CA San Lorenzo te verslaan. In beide wedstrijden gaf Kroos een assists. Hij werd opgenomen in het FIFA FIFPRO World 11 en het UEFA Team of the Year.
In het seizoen 2015/16 won hij voor de tweede keer in zijn carrière de Champions League, door in de finale Atlético de Madrid te verslaan. Hij werd hiermee de eerste Duitser die met twee clubs deze hoofdprijs won. Op 12 oktober 2016 tekende hij een nieuw contract tot de zomer van 2022 en aan het einde van het jaar werd hij opnieuw opgenomen in het FIFA FIFPRO World 11 en het UEFA Team of the Year. In zijn derde seizoen won hij voor de eerste keer de Spaanse competitie en verdedigde het de CL-titel met succes: Juventus werd in de finale met 4-1 verslagen, waarmee hij de eerste Duitser werd om de prijs driemaal te winnen. Dat seizoen was Kroos de meest gebruikte speler onder trainer Zinédine Zidane: Hij speelde 48 wedstrijden en kwam daarin tot vier goals en zestien assists. In het seizoen 2017/18 won Kroos met Real Madrid zijn derde achtereenvolgende Champions League. 
Op 22 december 2018 wist Kroos als speler voor de vijfde keer het FIFA-wereldkampioenschap voor clubs (FIFA Club World Cup) te winnen, waarmee hij qua wereldtitels recordhouder werd. Op 10 april 2021 was Kroos voor het eerst trefzeker in El Clásico tegen FC Barcelona, met een directe vrije trap. Daarmee won Real Madrid met 2-1 en steeg het naar de eerste plek op de ranglijst. In het seizoen 2021/22 won Kroos voor de vijfde keer de Champions League.
Op 10 augustus 2022 won Kroos zijn vierde UEFA Super Cup tegen Eintracht Frankfurt. Het zou de laatste wedstrijd zijn van het zo belangrijke KCM-trio op het middenveld (Kroos, Luka Modrić en Casemiro), aangezien laatstgenoemde een week later zou vertrekken bij Real. Op 11 september was Kroos tegen RCD Mallorca voor het eerst aanvoerder van Real Madrid, door een blessure van captain Karim Benzema en wisselrollen voor reserve-aanvoerders Nacho Fernández en Luka Modrić. Op 16 oktober speelde Kroos zijn 250'ste competitiewedstrijd voor Real Madrid in een 3-1 overwinning op rivaal FC Barcelona. Op 30 oktober ontving Kroos voor het eerst in zijn carrière een rode kaart, na een overtreding op Aleix García, wat zijn tweede gele kaart betekende.
Op 11 februari 2023 won Kroos de clubwereldtitel voor de zesde keer, waarin de finale met 5-3 werd gewonnen van Al-Hilal, waarmee hij zijn eigen record aanscherpte. Op 6 mei won hij met een 2-1 overwinning op CA Osasuna voor het eerst de Copa del Rey. Op 21 juni verlengde Kroos zijn aflopende contract met één seizoen. Op 3 oktober speelde Kroos zijn 100'ste Champions League-wedstrijd voor Real Madrid in een 3-2 overwinning op SSC Napoli.
In aanloop naar de Champions League-finale van 2024 tegen Borussia Dortmund maakte Kroos bekend na het aankomende Europees kampioenschap te stoppen als voetballer en zijn contract bij De Koninklijke dus niet te verlengen. Op 25 mei werd hij tegen Real Betis vijf minuten voor het einde van de wedstrijd gewisseld en met een erehaag en een staande ovatie van het publiek gewisseld. Op 1 juni speelde hij zijn laatste clubwedstrijd, waarin hij een assist gaf op de openingstreffer van Daniel Carvajal in de CL-finale tegen Dortmund, waarin hij zijn 300'ste overwinning voor Real boekte. Hij kwam daarmee gelijk te staan met Paco Gento wat betreft meeste Champions League-titels (zes), samen met ploeggenoten Carvajal, Modric en Nacho. In totaal speelde Kroos liefst 465 wedstrijden voor Real Madrid, waarin hij goed was voor 28 goals en 99 assists. 

## Clubstatistieken

### Beloften
| Seizoen         | Club              | Competitie       | Competitie | Competitie | Competitie |
| Seizoen         | Club              | Competitie       | Wed.       | Dlp.       | Ass.       |
| --------------- | ----------------- | ---------------- | ---------- | ---------- | ---------- |
| 2007/08         | Bayern München II | Regionalliga Süd | 12         | 3          | 5          |
| 2008/09         | Bayern München II | 3. Liga          | 1          | 1          | 0          |
| Beloften totaal | Beloften totaal   | Beloften totaal  | 13         | 4          | 5          |

### Senioren
| Seizoen | Club               | Competitie       | Competitie | Competitie | Competitie | Beker | Beker | Beker | Europa | Europa | Europa | Totaal | Totaal | Totaal |
| Seizoen | Club               | Competitie       | Wed.       | Dlp.       | Ass.       | Wed.  | Dlp.  | Ass.  | Wed.   | Dlp.   | Ass.   | Wed.   | Dlp.   | Ass.   |
| ------- | ------------------ | ---------------- | ---------- | ---------- | ---------- | ----- | ----- | ----- | ------ | ------ | ------ | ------ | ------ | ------ |
| 2007/08 | Bayern München     | Bundesliga       | 12         | 0          | 2          | 2     | 0     | 0     | 6      | 1      | 2      | 20     | 1      | 4      |
| 2008/09 | Bayern München     | Bundesliga       | 7          | 0          | 0          | 1     | 1     | 1     | 1      | 0      | 0      | 9      | 1      | 1      |
| 2008/09 | → Bayer Leverkusen | Bundesliga       | 10         | 1          | 1          | 3     | 0     | 0     | —      | —      | —      | 13     | 1      | 1      |
| 2009/10 | → Bayer Leverkusen | Bundesliga       | 33         | 9          | 12         | 2     | 0     | 0     | —      | —      | —      | 35     | 9      | 12     |
| 2010/11 | Bayern München     | Bundesliga       | 27         | 1          | 5          | 3     | 1     | 1     | 7      | 0      | 2      | 37     | 2      | 8      |
| 2011/12 | Bayern München     | Bundesliga       | 31         | 4          | 10         | 6     | 1     | 1     | 14     | 2      | 8      | 51     | 7      | 19     |
| 2012/13 | Bayern München     | Bundesliga       | 24         | 6          | 8          | 4     | 0     | 0     | 9      | 3      | 0      | 37     | 9      | 8      |
| 2013/14 | Bayern München     | Bundesliga       | 29         | 2          | 4          | 7     | 1     | 2     | 15     | 1      | 3      | 51     | 4      | 9      |
| 2014/15 | Real Madrid        | Primera División | 36         | 2          | 8          | 4     | 0     | 1     | 15     | 0      | 5      | 55     | 2      | 14     |
| 2015/16 | Real Madrid        | Primera División | 32         | 1          | 11         | 0     | 0     | 0     | 12     | 0      | 2      | 44     | 1      | 13     |
| 2016/17 | Real Madrid        | Primera División | 29         | 3          | 12         | 5     | 0     | 1     | 14     | 1      | 3      | 48     | 4      | 16     |
| 2017/18 | Real Madrid        | Primera División | 27         | 5          | 7          | 2     | 0     | 0     | 14     | 0      | 3      | 43     | 5      | 10     |
| 2018/19 | Real Madrid        | Primera División | 28         | 0          | 4          | 4     | 0     | 0     | 11     | 1      | 2      | 43     | 1      | 6      |
| 2019/20 | Real Madrid        | Primera División | 35         | 4          | 5          | 4     | 1     | 2     | 6      | 1      | 2      | 45     | 6      | 9      |
| 2020/21 | Real Madrid        | Primera División | 28         | 3          | 10         | 2     | 0     | 0     | 12     | 0      | 2      | 42     | 3      | 12     |
| 2021/22 | Real Madrid        | Primera División | 28         | 1          | 3          | 5     | 0     | 0     | 12     | 2      | 0      | 45     | 3      | 3      |
| 2022/23 | Real Madrid        | Primera División | 30         | 2          | 4          | 7     | 0     | 0     | 15     | 0      | 2      | 52     | 2      | 6      |
| 2023/24 | Real Madrid        | Primera División | 33         | 1          | 8          | 3     | 0     | 0     | 12     | 0      | 2      | 48     | 1      | 10     |
| TOTAAL  | TOTAAL             | TOTAAL           | 492        | 49         | 119        | 64    | 5     | 9     | 175    | 12     | 38     | 731    | 66     | 166    |

Bijgewerkt tot en met 23 juni 2024. 

## Interlandcarrière

### WK 2010
Bondscoach Joachim Löw riep Kroos voor het eerst op in 2010, voor de vriendschappelijke interland tegen Argentinië op 3 maart. Tijdens dit duel mocht de middenvelder in de 67e minuut invallen voor de andere debutant dit duel, Thomas Müller. Het duel werd uiteindelijk met 0–1 verloren door een doelpunt van Gonzalo Higuaín.
Löw nam Kroos met slechts vier interlands achter zijn naam op in zijn selectie voor het WK 2010 in Zuid-Afrika. Tijdens de poulefase mocht hij in het derde duel tegen Ghana (0–1 voor een goal van Mesut Özil) invallen voor Bastian Schweinsteiger en zo maakte hij zijn eerste minuten op een WK. Hij kwam hierna nog driemaal in actie. Tijdens de kwartfinale tegen Argentinië (0–4 winst) mocht hij invallen, alsmede tijdens de halve finale tegen Spanje (0–1 verlies) en de wedstrijd om de derde plaats, tegen Uruguay (2–3 winst).  Zijn toenmalige clubgenoten Stefan Kießling (eveneens Duitsland), Hans Sarpei (Ghana), Tranquillo Barnetta, Eren Derdiyok (beiden Zwitserland) en Arturo Vidal (Chili) waren ook actief op het toernooi.

### EK 2012

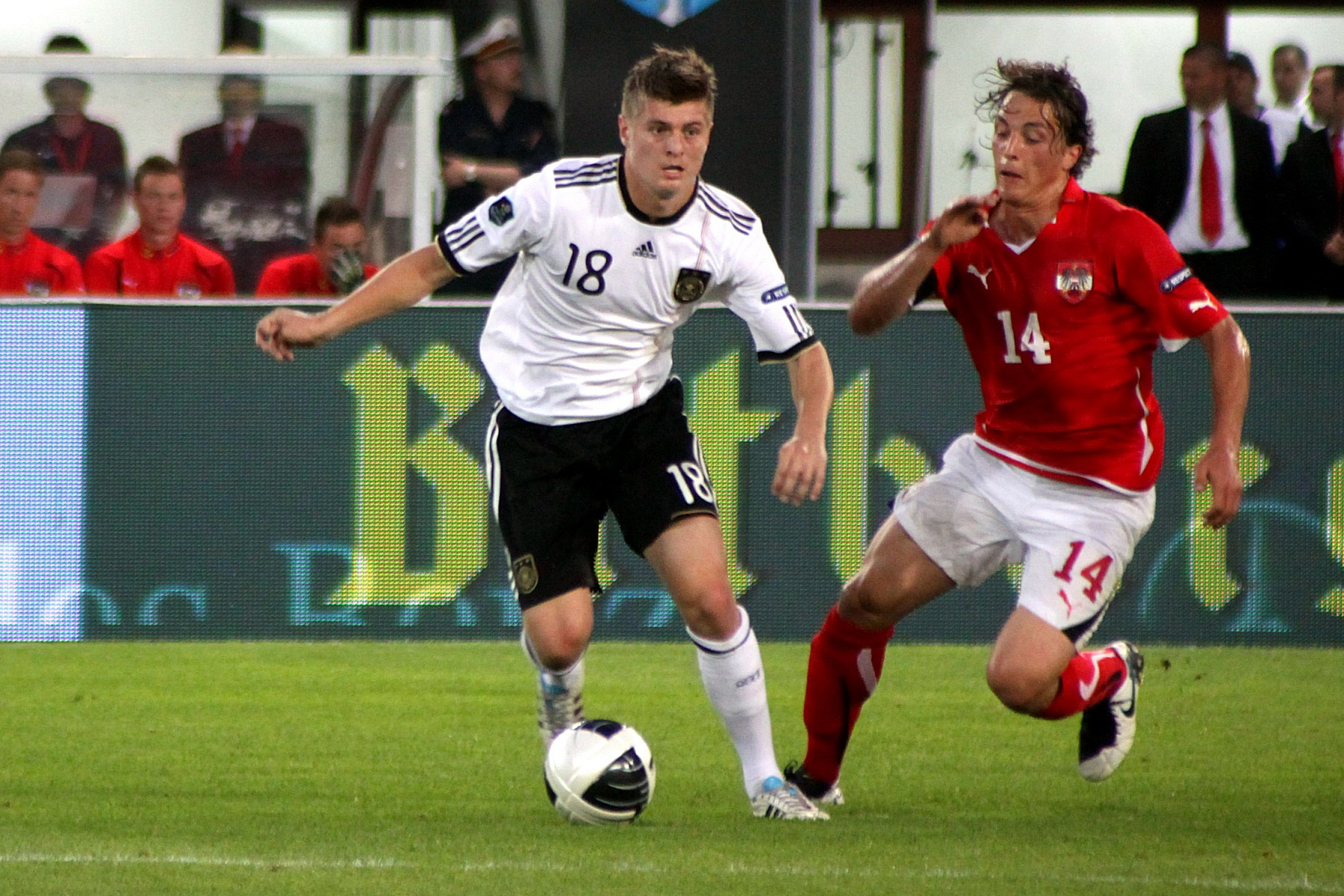
Kroos (links) in duel met Julian Baumgartlinger van Oostenrijk

Na het WK wierp Kroos zich naar voren als een ware leider van het elftal en hij speelde acht van de tien wedstrijden in de kwalificatieronde voor het EK 2012 in Polen en Oekraïne. Duitsland eindigde bovenaan de poule en kwalificeerde zich zo. Nadat de kwalificatie bezegeld was, scoorde Kroos in de oefenduels tegen Polen en Oekraïne. Bondscoach Löw sprak erg lovend over hem:

De manier waarop Toni de bal rondspeelt en krijgt, is erg goed. Hij is technisch erg sterk. De laatste wedstrijden boekte hij erg veel vooruitgang en ik ben erg tevreden over hem als speler.
— Joachim Löw

Tijdens het EK speelde Kroos als invaller alle drie de groepsduels mee, tegen Portugal (1–0 winst), Nederland (2–1 winst) en Denemarken (1–2 winst). Tijdens de halve finale, tegen Italië koos Löw de aanvallend ingestelde Kroos om de mandekking van de Italiaanse spelmaker Andrea Pirlo op zich te nemen. Na afloop van de met 1–2 verloren wedstrijd kwam er veel kritiek op deze beslissing van de Duitse bondscoach. Zijn toenmalige clubgenoten Arjen Robben (Nederland), Manuel Neuer, Jérôme Boateng, Holger Badstuber, Philipp Lahm, Bastian Schweinsteiger, Mario Gómez en Thomas Müller (allen eveneens Duitsland), Danijel Pranjić (Kroatië), Anatoli Tymosjtsjoek (Oekraïne) en Franck Ribéry (Frankrijk) waren ook actief op het toernooi.

### WK 2014
Tijdens de WK-kwalificatiecyclus scoorde Kroos zijn eerste officiële doelpunten voor de Duitse ploeg tijdens een 6–1 overwinning op Ierland, waarbij hij twee doelpunten wist te maken. Op 2 juni 2014 werd Kroos opgenomen in de definitieve selectie voor het WK 2014 in Brazilië. Tijdens de eerste wedstrijd van Duitsland, tegen Portugal (4–0 winst) mocht Kroos beginnen op het middenveld met Sami Khedira en Philipp Lahm. Tijdens de halve finale won Die Mannschaft met liefst 1–7 en Kroos scoorde tweemaal; in de 24e en 26e minuut. Na afloop van het duel werd hij door de FIFA uitgeroepen tot man van de wedstrijd. Op 11 juli was hij een van de tien genomineerden voor de titel van Gouden Bal voor het WK. De prijs ging echter uiteindelijk naar de Argentijn Lionel Messi. Volgens de Castrol Performance Index, de officiële statistische ranglijst van het WK, was Kroos met een cijfer van 9,79 op een schaal van 1 tot 10 de beste speler van het toernooi. Zijn toenmalige clubgenoten Dante (Brazilië), Mario Mandžukić (Kroatië), Arjen Robben (Nederland), Javier Martínez (Spanje), Xherdan Shaqiri (Zwitserland), Manuel Neuer, Jérôme Boateng, Philipp Lahm, Bastian Schweinsteiger, Mario Götze en Thomas Müller (allen eveneens Duitsland), Julian Green (Verenigde Staten), en Daniel Van Buyten (België) waren ook actief op het toernooi.

### EK 2016
Op 17 mei 2016 werd Kroos opgenomen in de selectie van Duitsland voor het Europees kampioenschap voetbal 2016 in Frankrijk. Duitsland werd in de halve finale uitgeschakeld door Frankrijk (0–2), na in de eerdere twee knock-outwedstrijden Slowakije (3–0) en Italië (1–1, 6–5 na strafschoppen) te hebben verslagen.

### WK 2018
Kroos maakte eveneens deel uit van de Duitse selectie, die onder leiding van bondscoach Joachim Löw deelnam aan de WK-eindronde 2018 in Rusland. Daar werd Die Mannschaft voortijdig uitgeschakeld. De ploeg strandde in de groepsfase, voor het eerst sinds het wereldkampioenschap 1938, na nederlagen tegen Mexico (0–1) en Zuid-Korea (0–2). In groep F werd alleen van Zweden (2–1) gewonnen, al kwam die zege pas tot stand in de blessuretijd. Kroos speelde mee in alle drie de groepswedstrijden, van de eerste tot en met de laatste minuut. Hij scoorde de beslissende treffer (uit een vrije trap) in het duel tegen Zweden.

### EK 2024
Kroos werd op 8 juni 2024 door Julian Nagelsmann opgenomen in de Duitse selectie voor het EK 2024 in eigen land. Hij zou op dat toernooi zijn laatste wedstrijden als voetballer spelen. Duitsland werd groepswinnaar in een groep met Schotland, Hongarije en Zwitserland en won in de achtste finales van Denemarken (2–0), maar werd in de kwartfinales na een verlenging uitgeschakeld door Spanje (2–1), wat Kroos' laatste wedstrijd als profvoetballer was. Kroos kwam op het toernooi in alle wedstrijden in actie.
| Interlands van Toni Kroos voor Duitsland | Interlands van Toni Kroos voor Duitsland | Interlands van Toni Kroos voor Duitsland | Interlands van Toni Kroos voor Duitsland | Interlands van Toni Kroos voor Duitsland | Interlands van Toni Kroos voor Duitsland |
| №                                        | Datum                                    | Wedstrijd                                | Uitslag                                  | Competitie                               | Goals                                    |
| Als speler bij Bayer 04 Leverkusen       | Als speler bij Bayer 04 Leverkusen       | Als speler bij Bayer 04 Leverkusen       | Als speler bij Bayer 04 Leverkusen       | Als speler bij Bayer 04 Leverkusen       | Als speler bij Bayer 04 Leverkusen       |
| ---------------------------------------- | ---------------------------------------- | ---------------------------------------- | ---------------------------------------- | ---------------------------------------- | ---------------------------------------- |
| 1.                                       | 3 maart 2010                             | Duitsland – Argentinië                   | 0 – 1                                    | Vriendschappelijk                        |                                          |
| 2.                                       | 13 mei 2010                              | Duitsland – Malta                        | 3 – 0                                    | Vriendschappelijk                        |                                          |
| 3.                                       | 29 mei 2010                              | Hongarije – Duitsland                    | 0 – 3                                    | Vriendschappelijk                        |                                          |
| 4.                                       | 3 juni 2010                              | Duitsland – Bosnië en Herzegovina        | 3 – 1                                    | Vriendschappelijk                        |                                          |
| 5.                                       | 23 juni 2010                             | Ghana – Duitsland                        | 0 – 1                                    | WK 2010                                  |                                          |
| 6.                                       | 3 juli 2010                              | Argentinië – Duitsland                   | 0 – 4                                    | WK 2010                                  |                                          |
| 7.                                       | 7 juli 2010                              | Duitsland – Spanje                       | 0 – 1                                    | WK 2010                                  |                                          |
| 8.                                       | 10 juli 2010                             | Uruguay – Duitsland                      | 2 – 3                                    | WK 2010                                  |                                          |
| Als speler bij FC Bayern München         |                                          |                                          |                                          |                                          |                                          |
| 9.                                       | 11 augustus 2010                         | Denemarken – Duitsland                   | 2 – 2                                    | Vriendschappelijk                        |                                          |
| 10.                                      | 3 september 2010                         | België – Duitsland                       | 0 – 1                                    | Kwalificatie EK 2012                     |                                          |
| 11.                                      | 8 oktober 2010                           | Duitsland – Turkije                      | 3 – 0                                    | Kwalificatie EK 2012                     |                                          |
| 12.                                      | 12 oktober 2010                          | Kazachstan – Duitsland                   | 0 – 3                                    | Kwalificatie EK 2012                     |                                          |
| 13.                                      | 17 november 2010                         | Zweden – Duitsland                       | 0 – 0                                    | Vriendschappelijk                        |                                          |
| 14.                                      | 26 maart 2011                            | Duitsland – Kazachstan                   | 4 – 0                                    | Kwalificatie EK 2012                     |                                          |
| 15.                                      | 29 maart 2011                            | Duitsland – Australië                    | 1 – 2                                    | Vriendschappelijk                        |                                          |
| 16.                                      | 29 mei 2011                              | Duitsland – Uruguay                      | 2 – 1                                    | Vriendschappelijk                        |                                          |
| 17.                                      | 3 juni 2011                              | Oostenrijk – Duitsland                   | 1 – 2                                    | Kwalificatie EK 2012                     |                                          |
| 18.                                      | 7 juni 2011                              | Azerbeidzjan – Duitsland                 | 1 – 3                                    | Kwalificatie EK 2012                     |                                          |
| 19.                                      | 10 augustus 2011                         | Duitsland – Brazilië                     | 3 – 2                                    | Vriendschappelijk                        |                                          |
| 20.                                      | 2 september 2011                         | Duitsland – Oostenrijk                   | 6 – 2                                    | Kwalificatie EK 2012                     |                                          |
| 21.                                      | 6 september 2011                         | Polen – Duitsland                        | 2 – 2                                    | Vriendschappelijk                        | 68' (pen.)                               |
| 22.                                      | 11 oktober 2011                          | Duitsland – België                       | 3 – 1                                    | Kwalificatie EK 2012                     |                                          |
| 23.                                      | 11 november 2011                         | Oekraïne – Duitsland                     | 3 – 3                                    | Vriendschappelijk                        | 39'                                      |
| 24.                                      | 15 november 2011                         | Duitsland – Nederland                    | 3 – 0                                    | Vriendschappelijk                        |                                          |
| 25.                                      | 29 februari 2012                         | Duitsland – Frankrijk                    | 1 – 2                                    | Vriendschappelijk                        |                                          |
| 26.                                      | 31 mei 2012                              | Duitsland – Israël                       | 2 – 0                                    | Vriendschappelijk                        |                                          |
| 27.                                      | 9 juni 2012                              | Duitsland – Portugal                     | 1 – 0                                    | EK 2012 groepsfase                       |                                          |
| 28.                                      | 13 juni 2012                             | Duitsland – Nederland                    | 2 – 1                                    | EK 2012 groepsfase                       |                                          |
| 29.                                      | 17 juni 2012                             | Denemarken – Duitsland                   | 1 – 2                                    | EK 2012 groepsfase                       |                                          |
| 30.                                      | 28 juni 2012                             | Duitsland – Italië                       | 1 – 2                                    | EK 2012 halve finale                     |                                          |
| 31.                                      | 15 augustus 2012                         | Duitsland – Argentinië                   | 1 – 3                                    | Vriendschappelijk                        |                                          |
| 32.                                      | 11 september 2012                        | Oostenrijk – Duitsland                   | 1 – 2                                    | Kwalificatie WK 2014                     |                                          |
| 33.                                      | 12 oktober 2012                          | Ierland – Duitsland                      | 1 – 6                                    | Kwalificatie WK 2014                     | 61' 83'                                  |
| 34.                                      | 16 oktober 2012                          | Duitsland – Zweden                       | 4 – 4                                    | Kwalificatie WK 2014                     |                                          |
| 35.                                      | 6 februari 2013                          | Frankrijk – Duitsland                    | 1 – 2                                    | Vriendschappelijk                        |                                          |
| 36.                                      | 6 september 2013                         | Duitsland – Oostenrijk                   | 3 – 0                                    | Kwalificatie WK 2014                     | 51'                                      |
| 37.                                      | 10 september 2013                        | Faeröer – Duitsland                      | 0 – 3                                    | Kwalificatie WK 2014                     |                                          |
| 38.                                      | 11 oktober 2013                          | Duitsland – Ierland                      | 3 – 0                                    | Kwalificatie WK 2014                     |                                          |
| 39.                                      | 15 oktober 2013                          | Zweden – Duitsland                       | 3 – 5                                    | Kwalificatie WK 2014                     |                                          |
| 40.                                      | 15 november 2013                         | Italië – Duitsland                       | 1 – 1                                    | Vriendschappelijk                        |                                          |
| 41.                                      | 19 november 2013                         | Engeland – Duitsland                     | 0 – 1                                    | Vriendschappelijk                        |                                          |
| 42.                                      | 5 maart 2014                             | Duitsland – Chili                        | 1 – 0                                    | Vriendschappelijk                        |                                          |
| 43.                                      | 1 juni 2014                              | Duitsland – Kameroen                     | 2 – 2                                    | Vriendschappelijk                        |                                          |
| 44.                                      | 6 juni 2014                              | Duitsland – Armenië                      | 6 – 1                                    | Vriendschappelijk                        |                                          |
| 45.                                      | 16 juni 2014                             | Duitsland – Portugal                     | 4 – 0                                    | WK 2014 groepsfase                       |                                          |
| 46.                                      | 21 juni 2014                             | Ghana – Duitsland                        | 2 – 2                                    | WK 2014 groepsfase                       |                                          |
| 47.                                      | 26 juni 2014                             | Verenigde Staten – Duitsland             | 0 – 1                                    | WK 2014 groepsfase                       |                                          |
| 48.                                      | 30 juni 2014                             | Duitsland – Algerije                     | 2 – 1                                    | WK 2014 achtste finale                   |                                          |
| 49.                                      | 4 juli 2014                              | Frankrijk – Duitsland                    | 0 – 1                                    | WK 2014 kwartfinale                      |                                          |
| 50.                                      | 8 juli 2014                              | Brazilië – Duitsland                     | 1 – 7                                    | WK 2014 halve finale                     | 24' 26'                                  |
| 51.                                      | 13 juli 2014                             | Argentinië – Duitsland                   | 0 – 1                                    | WK 2014 finale                           |                                          |
| Als speler bij Real Madrid CF            |                                          |                                          |                                          |                                          |                                          |
| 52.                                      | 3 september 2014                         | Duitsland – Argentinië                   | 2 – 4                                    | Vriendschappelijk                        |                                          |
| 53.                                      | 7 september 2014                         | Duitsland – Schotland                    | 2 – 1                                    | Kwalificatie EK 2016                     |                                          |
| 54.                                      | 11 oktober 2014                          | Polen – Duitsland                        | 2 – 0                                    | Kwalificatie EK 2016                     |                                          |
| 55.                                      | 14 oktober 2014                          | Duitsland – Ierland                      | 1 – 1                                    | Kwalificatie EK 2016                     | 71'                                      |
| 56.                                      | 14 november 2014                         | Duitsland – Gibraltar                    | 4 – 0                                    | Kwalificatie EK 2016                     |                                          |
| 57.                                      | 18 november 2014                         | Spanje – Duitsland                       | 0 – 1                                    | Vriendschappelijk                        | 89'                                      |
| 58.                                      | 29 maart 2015                            | Georgië – Duitsland                      | 0 – 2                                    | Kwalificatie EK 2016                     |                                          |
| 59.                                      | 4 september 2015                         | Duitsland – Polen                        | 3 – 1                                    | Kwalificatie EK 2016                     |                                          |
| 60.                                      | 7 september 2015                         | Schotland – Duitsland                    | 2 – 3                                    | Kwalificatie EK 2016                     |                                          |
| 61.                                      | 8 oktober 2015                           | Ierland – Duitsland                      | 1 – 0                                    | Kwalificatie EK 2016                     |                                          |
| 62.                                      | 11 oktober 2015                          | Duitsland – Georgië                      | 2 – 1                                    | Kwalificatie EK 2016                     |                                          |
| 63.                                      | 26 maart 2016                            | Duitsland – Engeland                     | 2 – 3                                    | Vriendschappelijk                        | 43'                                      |
| 64.                                      | 29 maart 2016                            | Duitsland – Italië                       | 4 – 1                                    | Vriendschappelijk                        | 24'                                      |
| 65.                                      | 4 juni 2016                              | Duitsland – Hongarije                    | 2 – 0                                    | Vriendschappelijk                        |                                          |
| 66.                                      | 12 juni 2016                             | Duitsland – Oekraïne                     | 2 – 0                                    | EK 2016                                  |                                          |
| 67.                                      | 16 juni 2016                             | Duitsland – Polen                        | 0 – 0                                    | EK 2016                                  |                                          |
| 68.                                      | 21 juni 2016                             | Noord-Ierland – Duitsland                | 0 – 1                                    | EK 2016                                  |                                          |
| 69.                                      | 26 juni 2016                             | Duitsland – Slowakije                    | 3 – 0                                    | EK 2016                                  |                                          |
| 70.                                      | 2 juli 2016                              | Duitsland – Italië                       | 1 – 1 (6 – 5 n.s.)                       | EK 2016                                  |                                          |
| 71.                                      | 7 juli 2016                              | Duitsland – Frankrijk                    | 0 – 2                                    | EK 2016                                  |                                          |
| 72.                                      | 4 september 2016                         | Noorwegen – Duitsland                    | 0 – 3                                    | Kwalificatie WK 2018                     |                                          |
| 73.                                      | 8 oktober 2016                           | Duitsland – Tsjechië                     | 3 – 0                                    | Kwalificatie WK 2018                     | 49'                                      |
| 74.                                      | 11 oktober 2016                          | Duitsland – Noord-Ierland                | 2 – 0                                    | Kwalificatie WK 2018                     |                                          |
| 75.                                      | 22 maart 2017                            | Duitsland – Engeland                     | 1 – 0                                    | Vriendschappelijk                        |                                          |
| 76.                                      | 26 maart 2017                            | Azerbeidzjan – Duitsland                 | 1 – 3                                    | Kwalificatie WK 2018                     |                                          |
| 77.                                      | 1 september 2017                         | Tsjechië – Duitsland                     | 1 – 2                                    | Kwalificatie WK 2018                     |                                          |
| 78.                                      | 4 september 2017                         | Duitsland – Noorwegen                    | 6 – 0                                    | Kwalificatie WK 2018                     |                                          |
| 79.                                      | 5 oktober 2017                           | Noord-Ierland – Duitsland                | 1 – 3                                    | Kwalificatie WK 2018                     |                                          |
| 80.                                      | 14 november 2017                         | Duitsland – Frankrijk                    | 2 – 2                                    | Vriendschappelijk                        |                                          |
| 81.                                      | 23 maart 2018                            | Duitsland – Spanje                       | 1 – 1                                    | Vriendschappelijk                        |                                          |
| 82.                                      | 27 maart 2018                            | Duitsland – Brazilië                     | 0 – 1                                    | Vriendschappelijk                        |                                          |
| 83.                                      | 8 juni 2018                              | Duitsland – Saoedi-Arabië                | 2 – 1                                    | Vriendschappelijk                        |                                          |
| 84.                                      | 17 juni 2018                             | Duitsland – Mexico                       | 0 – 1                                    | WK 2018                                  |                                          |
| 85.                                      | 23 juni 2018                             | Duitsland – Zweden                       | 2 – 1                                    | WK 2018                                  | 90+5'                                    |
| 86.                                      | 27 juni 2018                             | Zuid-Korea – Duitsland                   | 2 – 0                                    | WK 2018                                  |                                          |
| 87.                                      | 6 september 2018                         | Duitsland – Frankrijk                    | 0 – 0                                    | Nations League Divisie A                 |                                          |
| 88.                                      | 9 september 2018                         | Duitsland – Peru                         | 2 – 1                                    | Vriendschappelijk                        |                                          |
| 89.                                      | 13 oktober 2018                          | Nederland – Duitsland                    | 3 - 0                                    | Nations League Divisie A                 |                                          |
| 90.                                      | 16 oktober 2018                          | Frankrijk – Duitsland                    | 2 - 1                                    | Nations League Divisie A                 | 14'                                      |
| 91.                                      | 19 november 2018                         | Duitsland – Nederland                    | 2 – 2                                    | Nations League Divisie A                 |                                          |
| 92.                                      | 24 maart 2019                            | Nederland – Duitsland                    | 2 – 3                                    | Kwalificatie EK 2020                     |                                          |
| 93.                                      | 6 september 2019                         | Duitsland – Nederland                    | 2 - 4                                    | Kwalificatie EK 2020                     | 73'                                      |
| 94.                                      | 9 september 2019                         | Noord-Ierland – Duitsland                | 0 – 2                                    | Kwalificatie EK 2020                     |                                          |
| 95.                                      | 16 november 2019                         | Duitsland – Wit-Rusland                  | 4 – 0                                    | Kwalificatie EK 2020                     | 49', 55'                                 |
| 96.                                      | 19 november 2019                         | Duitsland – Noord-Ierland                | 6 – 1                                    | Kwalificatie EK 2020                     |                                          |
| 97.                                      | 3 september 2020                         | Duitsland – Spanje                       | 1 – 1                                    | Nations League Divisie A                 |                                          |
| 98.                                      | 6 september 2020                         | Zwitserland – Duitsland                  | 1 – 1                                    | Nations League Divisie A                 |                                          |
| 99.                                      | 10 oktober 2020                          | Oekraïne – Duitsland                     | 1 – 2                                    | Nations League Divisie A                 |                                          |
| 100.                                     | 13 oktober 2020                          | Duitsland – Zwitserland                  | 3 – 3                                    | Nations League Divisie A                 |                                          |
| 101.                                     | 17 november 2020                         | Spanje – Duitsland                       | 6 – 0                                    | Nations League Divisie A                 |                                          |
| 102.                                     | 7 juni 2021                              | Duitsland – Letland                      | 7 – 1                                    | Vriendschappelijk                        |                                          |
| 103.                                     | 15 juni 2021                             | Duitsland – Frankrijk                    | 0 – 1                                    | EK 2020                                  |                                          |
| 104.                                     | 19 juni 2021                             | Duitsland – Portugal                     | 4 – 2                                    | EK 2020                                  |                                          |
| 105.                                     | 23 juni 2021                             | Duitsland – Hongarije                    | 2 – 2                                    | EK 2020                                  |                                          |
| 106.                                     | 29 juni 2021                             | Engeland – Duitsland                     | 0 – 2                                    | EK 2020                                  |                                          |
| 107.                                     | 23 maart 2024                            | Frankrijk – Duitsland                    | 0 – 2                                    | Vriendschappelijk                        |                                          |
| 108.                                     | 26 maart 2024                            | Duitsland – Nederland                    | 2 – 1                                    | Vriendschappelijk                        |                                          |
| 109.                                     | 7 juni 2024                              | Duitsland – Griekenland                  | 2 – 1                                    | Vriendschappelijk                        |                                          |
| 110.                                     | 14 juni 2024                             | Duitsland – Schotland                    | 5 – 1                                    | EK 2024                                  |                                          |
| 111.                                     | 19 juni 2024                             | Duitsland – Hongarije                    | 2 – 0                                    | EK 2024                                  |                                          |
| 112.                                     | 23 juni 2024                             | Zwitserland – Duitsland                  | 1 – 1                                    | EK 2024                                  |                                          |
| 113.                                     | 29 juni 2024                             | Duitsland – Denemarken                   | 2 – 0                                    | EK 2024                                  |                                          |

Bijgewerkt op 2 juli 2024.

## Erelijst
| Competitie            |                |                                             |                |                |
| Competitie            | Aantal         | Jaren                                       |                |                |
| Bayern München        | Bayern München | Bayern München                              | Bayern München | Bayern München |
| --------------------- | -------------- | ------------------------------------------- | -------------- | -------------- |
| UEFA Champions League | 1              | 2012/13                                     |                |                |
| UEFA Super Cup        | 1×             | 2013                                        |                |                |
| FIFA Club World Cup   | 1×             | 2013                                        |                |                |
| Bundesliga            | 3×             | 2007/08, 2012/13, 2013/14                   |                |                |
| DFB-Pokal             | 3×             | 2007/08, 2012/13, 2013/14                   |                |                |
| DFL-Supercup          | 2×             | 2010, 2012                                  |                |                |
| DFB-Ligapokal         | 1×             | 2007                                        |                |                |
| Real Madrid           |                |                                             |                |                |
| UEFA Champions League | 5×             | 2015/16, 2016/17, 2017/18, 2021/22, 2023/24 |                |                |
| UEFA Super Cup        | 3×             | 2014, 2017, 2022                            |                |                |
| FIFA Club World Cup   | 5×             | 2014, 2016, 2017, 2018, 2022                |                |                |
| Primera División      | 4×             | 2016/17, 2019/20, 2021/22, 2023/24          |                |                |
| Copa del Rey          | 1×             | 2022/23                                     |                |                |
| Supercopa de España   | 4×             | 2017, 2019/20, 2021/22, 2023/24             |                |                |
| Duitsland             |                |                                             |                |                |
| FIFA WK               | 1×             | 2014                                        |                |                |

## Persoonlijk
Kroos is de oudere broer van betaald voetballer Felix. De vader van de twee, Roland, is jeugdtrainer bij Hansa Rostock. Kroos heeft een relatie met Jessica Farber en samen hebben ze een zoon, Leon, die geboren werd op 14 augustus 2013. Op 20 juli 2016 werd hun tweede kindje, Amelie geboren.